# Manfred Donike (Radsportler, 1933)

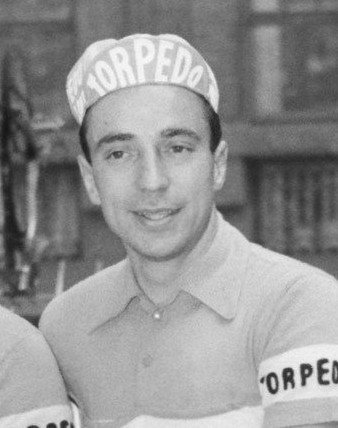
Manfred Donike (1960)

Manfred Donike (* 23. August 1933 in Köttingen bei Köln; † 21. August 1995 auf dem Flug von Frankfurt am Main nach Johannesburg) war ein deutscher Radsportler und Chemiker und vor allem bekannt als Doping-Fahnder. Donike wohnte in Düren-Rölsdorf.

## Sportliche Karriere
Manfred Donike begann seine sportliche Laufbahn als Amateur bei der Radsportgesellschaft 1919 Hürth und war hier bis zu seinem Wechsel ins Profilager (Staubwolke Refrath 1952) das Aushängeschild des Vereins. Mehrfach gewann er die Vereinsmeisterschaft bei den damaligen Straßenrennen „Rund um Hürth“. Bahnfahren lernte er auf der Radrennbahn Hürth. Donike war in den 1950er Jahren unter anderen mit den Partnern Paul Vadder und Dieter Gieseler ein erfolgreicher Bahnfahrer. Er wurde mit Vadder 1954 Deutscher Amateur-Meister im Zweier-Mannschaftsfahren und später (1955–1972) Berufsfahrer. 1953 gewann er das Rennen Rund um Köln-Longerich (später Cologne Classic). 1958 wurde er mit Edi Gieseler Deutscher-Berufsfahrer-Meister im Zweier-Mannschaftsfahren. Donike fuhr mehrere Sechstage-Rennen, auch in den USA, darunter als Partner des Straßenweltmeisters von 1952 Heinz Müller (Schwenningen). 1960 und 1961 nahm Donike an der Tour de France teil. Sein Branchenname war „Die Spritze“ beziehungsweise „Kanüle“. Beide Spitznamen deuten darauf hin, dass Donike am in den 1950er im Spitzenradsport verbreiteten Gebrauch von Aufputschmitteln teilnahm. Donike wurde im Sommer 1967 zum Vorsitzenden der Vereinigung der deutschen Profi-Rennfahrer als Nachfolger für Paul Oszmella gewählt.

## Wissenschaftliche Laufbahn
Donike studierte in Köln Chemie und wurde 1965 promoviert. In den späten 1960er Jahren arbeitete er bei dem Stolberger Chemieunternehmen Chemie Grünenthal in der Analytik, wo er gaschromatographische Untersuchungsmethoden verfeinerte. 1977 wurde er zum Leiter des Instituts für Biochemie an der Sporthochschule Köln berufen.
Bereits 1972 hat Donike für die Olympischen Spiele ein komplettes Analytik-Verfahren für den Doping-Nachweis entwickelt. Bei den Olympischen Sommerspielen 1972 in München stand erstmals ein Computer zur Verfügung, um die Analytik erheblich zu beschleunigen und eine größere Anzahl an Proben auf Amphetamin schneller durchzuführen. Kurz vor den Olympischen Spielen von Seoul 1988 entwickelte er ein verbessertes Nachweisverfahren für die verbotene Substanz Stanozolol, mit dem dann der Olympiasieger im 100-m-Sprint, Ben Johnson, überführt wurde.
Donike und sein Mitarbeiter Johann Zimmermann am Institut für Biochemie an der Sporthochschule Köln fanden Anfang der 1980er Jahre heraus, dass synthetisches Testosteron im menschlichen Körper langsamer als körpereigenes Testosteron zu Epitestosteron abgebaut wird. Sie legten damit die Basis für Tests des T/E-Verhältnisses, die seit 1982 bei internationalen Wettkämpfen durchgeführt werden.
Vorwürfe, Athleten bei der Einnahme von Dopingmitteln zu beraten, wurden im Spiegel (13/1990) publik. Donike wurde bezichtigt, bis in die 1980er Jahre positive Dopingproben zurückgehalten zu haben, um Funktionäre und Sportler zu schützen. Seine 1992 getätigte Aussage, im Profifußball gebe es den systematischen Einsatz von Dopingmitteln, sowie sein Satz „Ich trau keinem aus dem Osten“, mit dem er DDR-Sportler und -funktionäre pauschal unter Dopingverdacht stellte, lösten kontrovers geführte Diskussion aus.
Nach Einschätzung des Sporthistorikers Jörg Krieger wurde Donike „durch sein Engagement in internationalen Anti-Doping-Gremien und durch seine wissenschaftliche Expertise zu einem entscheidenden Impulsgeber für die Ausweitung internationaler Anti-Doping Initiative“.
1995 wurde an der Deutschen Sporthochschule Köln das Manfred Donike Institut für Dopinganalytik e. V. gegründet.

## Familie
Manfred Donike ist der Vater der ehemaligen Radsportler, Radsport-Organisatoren und -Funktionäre Manfred (1960–2003) und Alexander Donike (* 1961).
Manfred Donike starb während eines Fluges nach Simbabwe, wohin er zu Dopingtests unterwegs war, an einem Herzinfarkt.